# Papp Gábor (festő, 1872–1931)
Papp Gábor (Kolozsvár, 1872. szeptember 19. – Szeged, 1931. február 9.) erdélyi magyar festőművész.

## Életútja
Kereskedelmi iskolát végzett Kolozsváron, majd Nagyszebenben érettségizett (1892). Művészeti tanulmányait a budapesti Mintarajziskolában Székely Bertalan növendékeként kezdte (1892–93), ahonnan Münchenbe ment a nagy múltú bajor akadémiára (1893–95), itt lett Hollósy Simon magániskolájának növendéke. Mint Hollósy-tanítvány a kolónia-alapítás évében, 1896-ban érkezett Nagybányára, ahol két nyáron át dolgozott. Szülővárosába hazatérve 1900-ban az Erdélyrészi Szépművészeti Társaság tagja lett, és magánfestőiskolát nyitott. Abban az évben festette meg Exhumálás című hatalmas vásznát, amely a plein air naturalizmus kiemelkedő alkotása. Hosszabb tanulmányutakat tett Rómában és Párizsban.

## Munkássága
Arcképeket és tájakat festett. Az erdélyi arisztokrácia kedvelt portréfestőjeként tartották számon. Az EMKE megbízásából 1906-ban elkészítette Bartha Miklós nagyméretű portréját, amelyet a kolozsvári városházán helyeztek el. Számos arcképe a Teleki, Barcsay, Kornis, Bánffy és Mikes családok tagjait ábrázolja.
1908-ban Szegedre telepedett, ottani munkásságáról Juhász Gyula több alkalommal írt a Délmagyarországban, a Szeged és Vidékében, a Színházi Újságban.